# 花溪南路

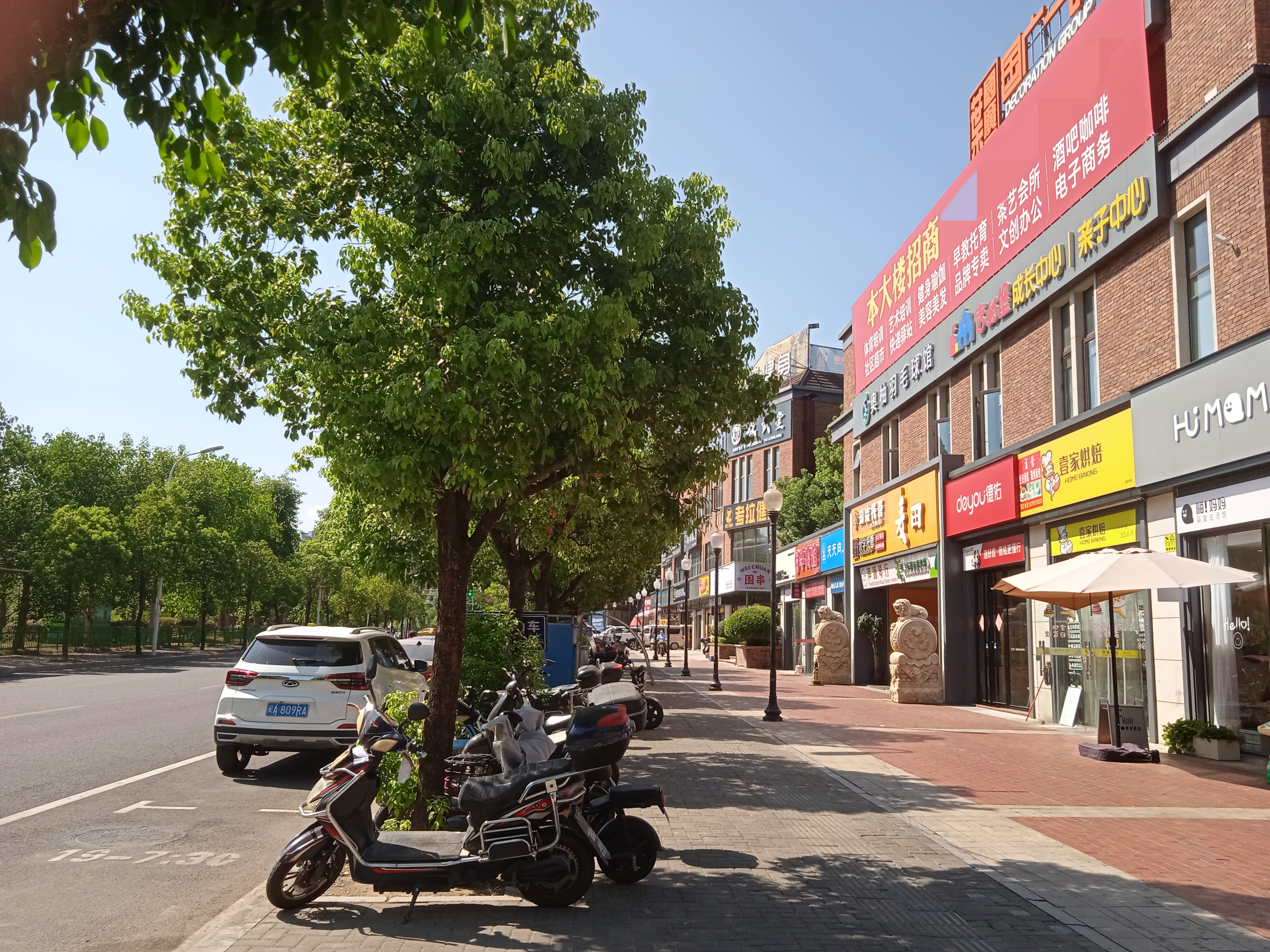
花溪南路及沿街商铺，摄于2022年8月15日。

花溪南路是中华人民共和国福建省福州市仓山区的一条道路，建于2008年，位于流花溪西侧，自北向南连接浦上大道、杨周路、东岭路等多条道路。

## 交通
花溪南路拥有双车道，并设有非机动车道与独立的人行道。机动车可停靠在道路靠近居住区的一侧，但有时会造成一定的交通堵塞。
花溪南路设有多个路口，可接入三环快速路。
花溪南路有多个公交车站，包括花溪南路口站、透浦村站、建新江边村站等。其中，途径花溪南路的329路公交车可直达金山、洪塘等地，359路、地铁接驳6号专线可通至地铁5号线的东岭站，通学专线1贯穿花溪南路，并可通达福州市仓山区实验小学、八期中学、仓山区教师进修学校附属第二小学等学校。

## 设施

### 交通设施

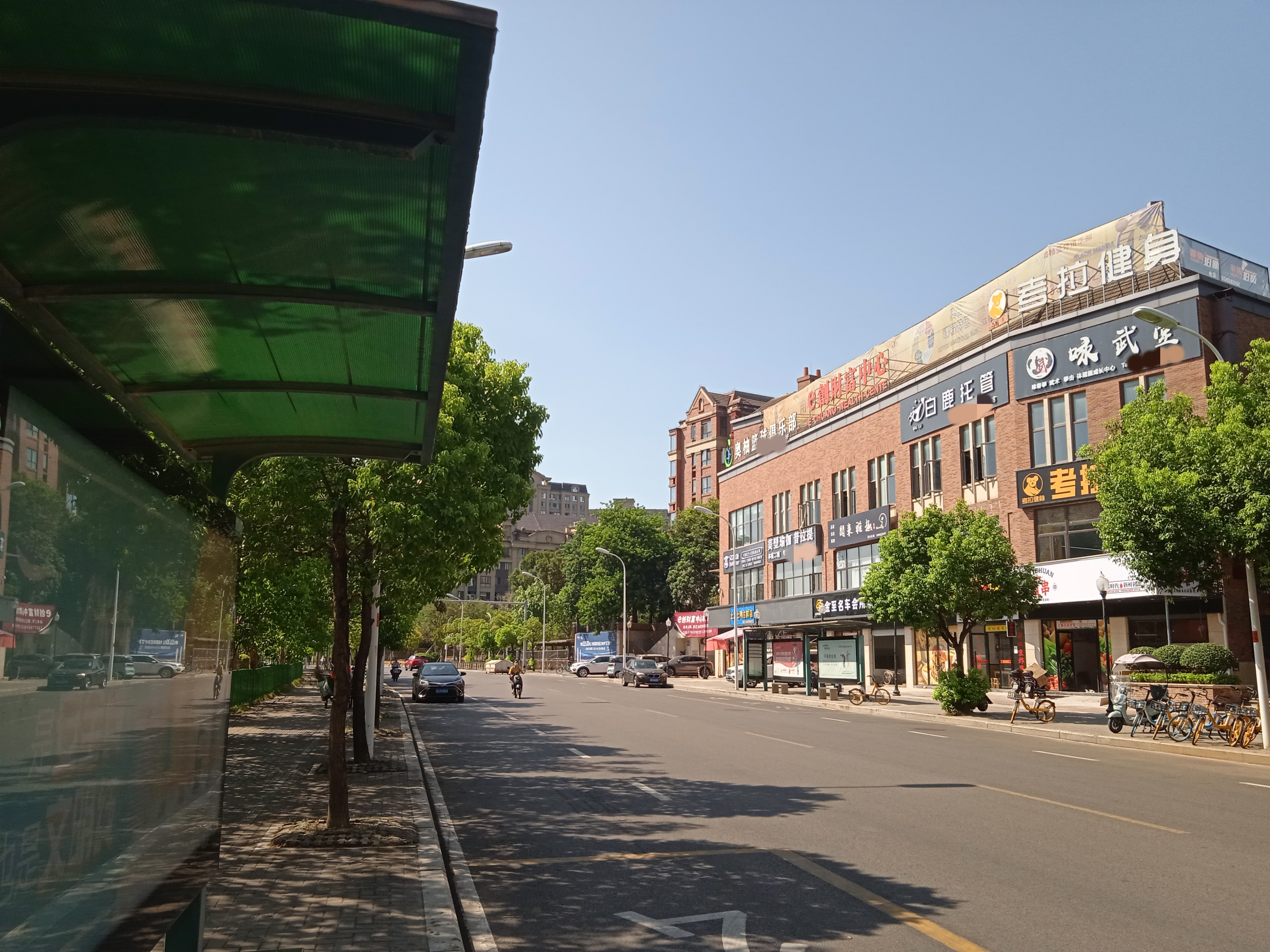
花溪南路街景，摄于2022年8月15日。

花溪南路设有多个公交站，截至2022年8月，已有5条公交路线。

### 酒店
福州仓山凯悦酒店坐落于花溪南路。

### 公园

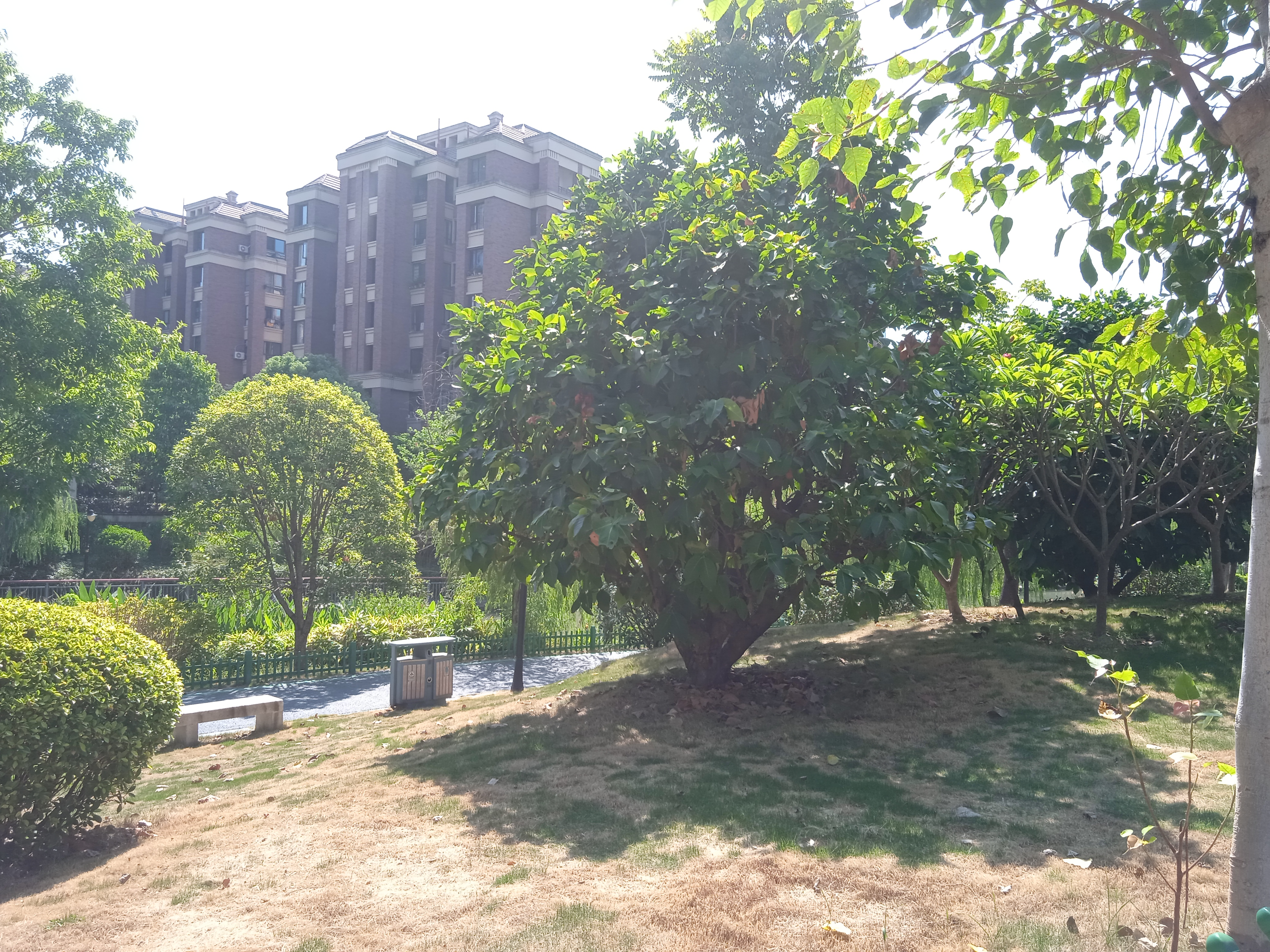
流花溪公园一角，摄于2022年8月15日。

花溪南路东侧为流花溪公园，经过数轮提升改造，据福州新闻网报道，花溪南路已有“绵延的美景陪伴”。流花溪公园为开放式公园，不收门票费用，全天候开放。

### 教育

#### 初等教育
福州市仓山区实验小学、仓山区教师进修学校附属第二小学位于花溪南路。

#### 学前教育
橡树湾吉的堡幼儿园位于花溪南路。